# Gigō Funakoshi
Gigō Funakoshi (船越義豪, Funakoshi Gigō, Funakoshi Yoshitaka en japonais, 1907-1945) est le troisième fils de Gichin Funakoshi (船越 義珍), fondateur du style de karaté Shōtōkan (松濤館流), et est réputé comme père du Shōtōkan moderne.

## Enfance et jeunesse
Gigo Funakoshi ou Yoshitaka Funakoshi est né à l'Okinawa. Diagnostiqué de tuberculose à l'âge de 7 ans, c'était un enfant maladif et il a commencé la pratique du karaté-do à l'âge de douze ans comme moyen d'améliorer sa santé. 
Quand il était enfant, Yoshitaka accompagnait souvent son père Gichin Funakoshi lors de ses formations auprès de son sensei Yasutsune Itosu. 
Yoshitaka a ensuite quitté Okinawa pour venir à Tokyo avec son père quand il avait 17 ans.

## Carrière
Quand le principal instructeur de son père, Takeshi Shimoda, est mort, Yoshitaka a assumé sa place dans l'organisation du Shotokan qui enseignait à différentes universités. Yoshitaka a commencé à développer une technique de karaté qui a définitivement séparé le karaté-do japonais des arts locaux d'Okinawa. 
Entre 1936 et 1945, Yoshitaka lui a donné une dimension japonaise complètement différente et puissante basée sur son étude du kendo moderne et de l'iaido selon les enseignements du sensei Nakayama Hakudō. Le travail de Yoshitaka sur le développement japonais de karaté a été principalement popularisé par des maîtres comme Shigeru Egami et Genshin Hironishi, qui plus tard ont formé le style de karaté de shotokai.
Par son enseignement et sa compréhension des arts martiaux japonais, Yoshitaka est devenu le créateur technique de karaté shotokan moderne. En 1946, le livre Karate dō nyūmon (空手道入門, Introduction au karaté) par Gichin et Yoshitaka Funakoshi est sorti. Yoshitaka a écrit la partie technique, tandis que son père Gichin a écrit le préambule et les parties historiques.
On dit généralement que c'est lui qui a formalisé les kata simplifiés de la série Taikyoku.

## Ses dernières années
Les conditions de vie difficiles de la deuxième guerre mondiale ont affaibli Yoshitaka Funakoshi, mais il a continué de s'entraîner et pratiquer le karatédo. Il est mort de la tuberculose à l'âge de 39 ans le 24 novembre 1945, à Tokyo.